# Tetragonopterus
Tetragonopterus és un gènere de peixos de la família dels caràcids i de l'ordre dels caraciformes.

## Taxonomia
- Tetragonopterus agassizii (Steindachner, 1876)
- Tetragonopterus anomalus (Steindachner, 1891)
- Tetragonopterus argenteus (Cuvier, 1816)[2]
- Tetragonopterus artedii (Valenciennes a Cuvier & Valenciennes, 1850)
- Tetragonopterus astictus (Ulrey, 1894)
- Tetragonopterus branickii (Steindachner, 1879)
- Tetragonopterus chalceus (Spix & Agassiz, 1829)[3]
- Tetragonopterus fischeri (Steindachner, 1879)
- Tetragonopterus fuscoauratus (Castelnau, 1855)
- Tetragonopterus gibbicervix (Pellegrin, 1909)
- Tetragonopterus gibbosus (Steindachner, 1877)
- Tetragonopterus huberi (Steindachner, 1909)[4]
- Tetragonopterus lemniscatus (Benine, Pelição & Vari, 2004)[5]
- Tetragonopterus linnaei (Valenciennes a Cuvier & Valenciennes, 1850)
- Tetragonopterus microstoma (Günther, 1864)
- Tetragonopterus ortonii (Gill, 1870)
- Tetragonopterus paucidens (Ulrey, 1894)
- Tetragonopterus rhomboidalis (Posada, 1909)
- Tetragonopterus riveti (Pellegrin, 1907)
- Tetragonopterus rufipes (Valenciennes, 1842)
- Tetragonopterus santaremensis (Ulrey, 1894)
- Tetragonopterus sardina (Posada, 1909)
- Tetragonopterus sawa (Castelnau, 1855)
- Tetragonopterus trinitatis (Lütken, 1875)[6][7][8][9][10][11][12]